# Бобоне (лунный кратер)
Кратер Бобоне (лат. Bobone) — останки древнего ударного кратера на обратной стороне Луны. Название дано в честь аргентинского астронома Хорхе Бобоне (1901—1958) и утверждено Международным астрономическим союзом в 1970 г. Образование кратера относится к эратосфенскому периоду.

## Описание кратера

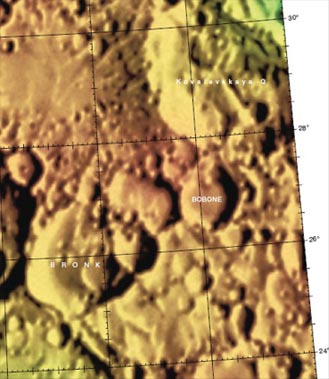
Фрагмент карты LAC-52.

Ближайшими соседями кратера являются кратер Бронк на западе; кратер Ковалевская на севере-северо-востоке и кратер Пойнтинг на юге.. Селенографические координаты центра кратера 26°42′ с. ш. 132°07′ з. д. / 26,7° с. ш. 132,12° з. д., диаметр 32,1 км, глубина 2 км.

За время своего существования кратер практически полностью разрушен и превратился в чашеобразное понижение местности, наиболее сохранилась восточная и западные части вала. На севере к кратеру примыкает сателлитный кратер Ковалевская Q. Максимальное высота вала над окружающей местностью составляет 930 м, объем кратера составляет приблизительно 660 км³. Чаша кратера отмечена многочисленными мелкими кратерами.

Кратер значительно изменен породами выброшенными при импактах образовавших гигантский кратер Герцшпрунг в 600 км к югу и бассейн Моря Восточного в юго-восточном направлении.

## Сателлитные кратеры
Отсутствуют.